# Katharina Prelicz-Huber
Katharina Prelicz-Huber, née le 12 octobre 1959 à Berne (originaire de Winterthour, Zurich et Meilen), est une personnalité politique suisse, membre des Verts.
Elle est députée du canton de Zurich au Conseil national de fin 2008 à fin 2011 et à nouveau depuis fin 2019.

## Biographie
Katharina Prelicz-Huber naît Katharina Huber le 12 octobre 1959 à Berne. Elle est originaire de Winterthour, Zurich et Meilen. Son père, Jakob Huber, est administrateur de banque et engagé politiquement au niveau communal au sein du Parti démocratique suisse ; sa mère est infirmière scolaire et membre de l'UDC. Elle a un frère.
Elle grandit à Meilen, dans le canton de Zurich.
Elle travaille comme responsable d'une maison de jeunes avant de suivre une formation de travailleuse sociale à l'école de travail social de Zurich. Elle occupe de 1991 à 1997 un poste de travailleur social en entreprise chez ABB.
Elle obtient en 1997 un diplôme de superviseur et conseiller en organisation à l'Institut pour le couple et la famille de Zurich, puis enseigne à la Haute École de Lucerne, au département de travail social, où elle est nommée professeur en 2002.
Elle est mariée et mère d'un enfant. Elle vit à Zurich.

## Parcours politique
De 1990 à 2003, Prelicz-Huber a été membre du parlement de la ville de Zurich et, de 2002 à 2008, du parlement cantonal zurichois.
Le 15 septembre 2008, elle accède au Conseil national, en remplacement de Ruth Genner. Elle en est membre jusqu'à la fin de la législature en décembre 2011 et fait partie de la Commission de la science, de l'éducation et de la culture (CSEC) et de la Commission de la sécurité sociale et de la santé publique (CSSS) à partir de 2009. Elle n'est pas réélue en octobre 2011.
En 2014, elle est réélue au parlement de la ville de Zurich. Elle est à nouveau candidate au Conseil national en octobre 2015, sans succès.
Le 20 octobre 2019, elle réintègre le Conseil national à la suite des élections fédérales. Elle est cette fois membre de la Commission de gestion (CdG) en plus de la CSSS. Elle est réélue de justesse en 2023.

### Autres fonctions
Elle est présidente du Syndicat des services publics depuis mars 2010, date à laquelle elle succède à Christine Goll à ce poste.

### Positionnement politique
Elle se situe très à gauche.